# VfB Swinemünde
Der VfB Swinemünde war ein Sportverein im Deutschen Reich mit Sitz in der heute polnischen Stadt Świnoujście.

## Geschichte
Die Fußball-Mannschaft spielte zumindest in der Saison 1922/23 in der Norddeutschen Fußballmeisterschaft des NFV und wurde am Ende dieser Saison auch Meister der Kreisliga Strelitz-Vorpommern. Dadurch nahm die Mannschaft an der Qualifikation zur Endrunde um die norddeutsche Meisterschaft teil. Dort unterlag man bei Holstein Kiel mit 9:1. Zu der späteren Ligazugehörigkeit ist nichts bekannt. Spätestens am Ende des Zweiten Weltkriegs wurde der Verein aufgelöst.